# Yuto Shirai
Yuto Shirai (白井 裕人 Shirai Yuto?), född 19 juni 1988 i Chiba prefektur, är en japansk fotbollsspelare.
Shirai började sin karriär 2011 i Matsumoto Yamaga FC. Han spelade 62 ligamatcher för klubben. 2017 flyttade han till Zweigen Kanazawa.